# MooTools
MooTools — бесплатный JavaScript-фреймворк для разработки кроссбраузерных веб-приложений и веб-сервисов.
MooTools является модульным, объектно-ориентированным фреймворком, созданным для помощи разработчикам JavaScript.
MooTools совместим и протестирован с браузерами: Safari 2+, Internet Explorer 6+, Firefox 2+ (и другими, основанными на движке Gecko), Opera 9+.
Фреймворк MooTools используется в CMS Contao, Joomla 1.5+, ZoneMinder, MODx.

## Объектно-ориентированное программирование
MooTools содержит мощную коллекцию классов и продвинутую систему наследования, которая позволяет вторичное использование кода, а также его расширение. Например:
```
 
var
 
Animal
 
=
 
new
 
Class
({

    

    
initialize
:
 
function
(
name
){

        
this
.
name
 
=
 
name
;

    
}

    

 
});

 

 
var
 
Cat
 
=
 
new
 
Class
({

    

    
Extends
:
 
Animal
,

    

    
talk
:
 
function
(){

        
return
 
'Meow!'
;

    
}

    

 
});

 

 
var
 
Dog
 
=
 
new
 
Class
({

    

    
Extends
:
 
Animal
,

    

    
talk
:
 
function
(){

        
return
 
'Arf! Arf'
;

    
}

    

 
});

 

 
var
 
Animals
 
=
 
{

    
a
:
 
new
 
Cat
(
'Missy'
),

    
b
:
 
new
 
Cat
(
'Mr. Bojangles'
),

    
c
:
 
new
 
Dog
(
'Lassie'
)

 
};

 

 
for
 
(
var
 
key
 
in
 
Animals
)
 
{

    
alert
(
Animals
[
key
].
name
 
+
 
': '
 
+
 
Animals
[
key
].
talk
());

 
}

 

 
// Вывод функции alert

 
//

 
// Missy: Meow!

 
// Mr. Bojangles: Meow!

 
// Lassie: Arf! Arf!

```

Также предоставляет собственный набор классов, с помощью которых возможна, например, реализация различных эффектов. К ним относятся изменения размеров окна браузера, показ и гашение объектов, эффекты движения и Ajax.